# Muildier/muilezel

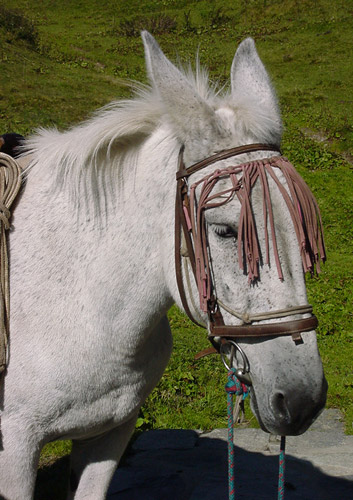
Muilezel

Een muildier (ook, zij het minder gebruikelijk, muilpaard geheten) is een kruising tussen een paardenmerrie (Equus caballus) en een ezelhengst (Equus asinus). Een muilezel is het jong van een ezelin en een paardenhengst. De twee combinaties geven ieder een ander dier. Van deze twee zijn de muildieren het makkelijkst te fokken. De dieren zijn bijna altijd onvruchtbaar.
Muildieren en muilezels zijn geschikt als lastdier omdat ze de goede eigenschappen van paard en ezel combineren. Ze combineren de zachte, veilige tred, de volharding en de intelligentie van de ezel met de kracht en het doorzettingsvermogen van het paard; bovendien stellen ze lagere eisen aan het voedsel dan een paard. Over het algemeen hebben muilezels naar verhouding meer kracht dan een paard van hetzelfde gewicht. Ze zijn echter spreekwoordelijk koppig.
De uiterlijke kenmerken van een muildier zijn een vermenging van die van paard en ezel. Meestal heeft de hybride meer kenmerken geërfd van de moeder dan van de vader. Zo lijkt een muilezel meer op de ezelin dan op de paardenhengst. Zowel muildieren als muilezels hebben een staart die lijkt op die van een paard. De hybriden hebben bovendien de schouderhoogte van het paardenras en de grove vacht, de kop en de oren van een ezel.
Het Franse koudbloedras Poitevin uit de omgeving van Poitiers is een van de paardenrassen die veel gebruikt werden voor het fokken van muildieren, het dankt hieraan zijn bijnaam: Poitevin mulassier.
Sommige paardentrambedrijven gebruikten muilezels/dieren als trekkracht in plaats van paarden, onder andere op Curaçao en in Portugal.

## Afbeeldingen

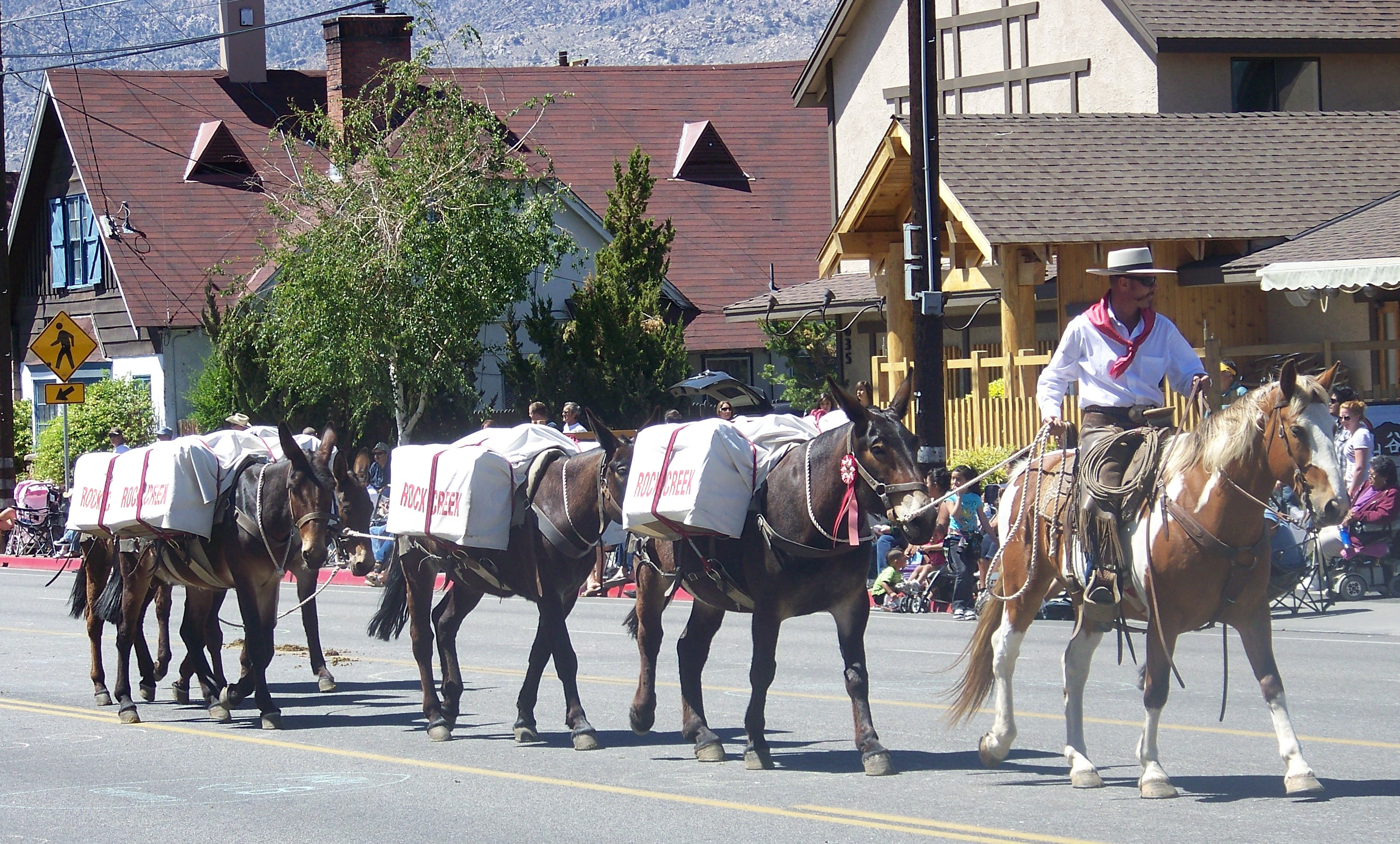
Muildieren als pakdier
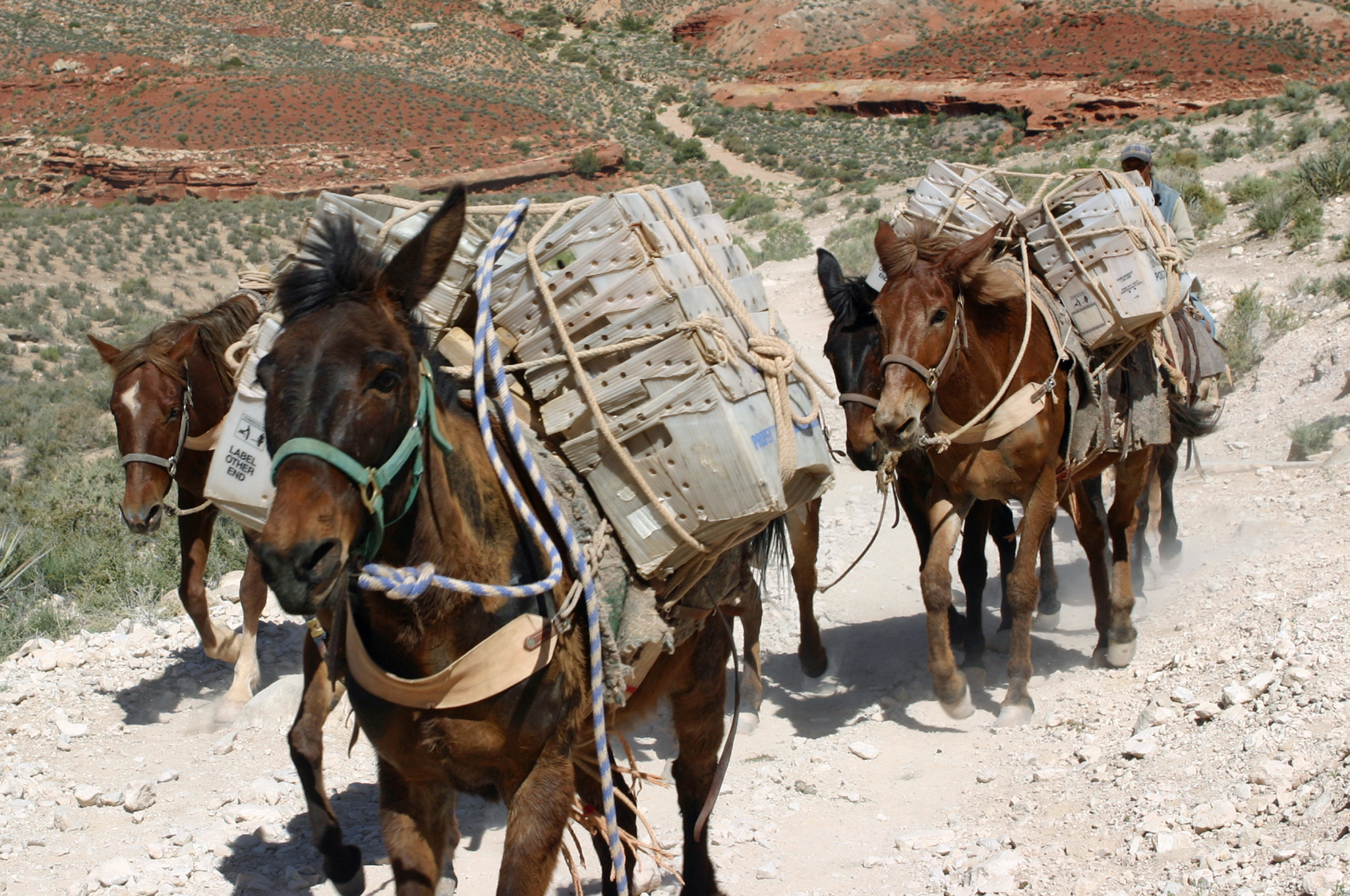
Muildieren als pakdier voor de post
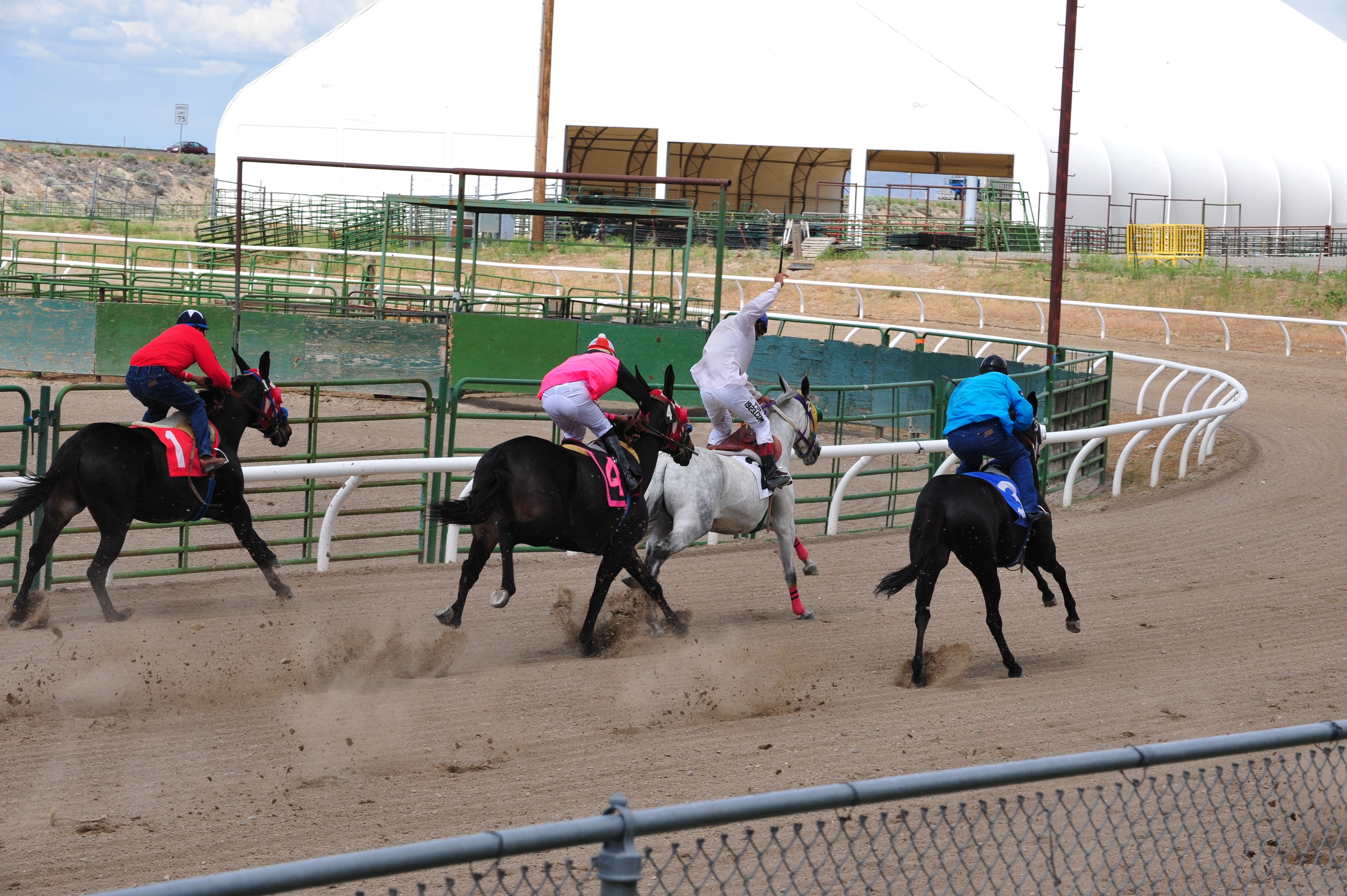
Race met muildieren in Winnemucca
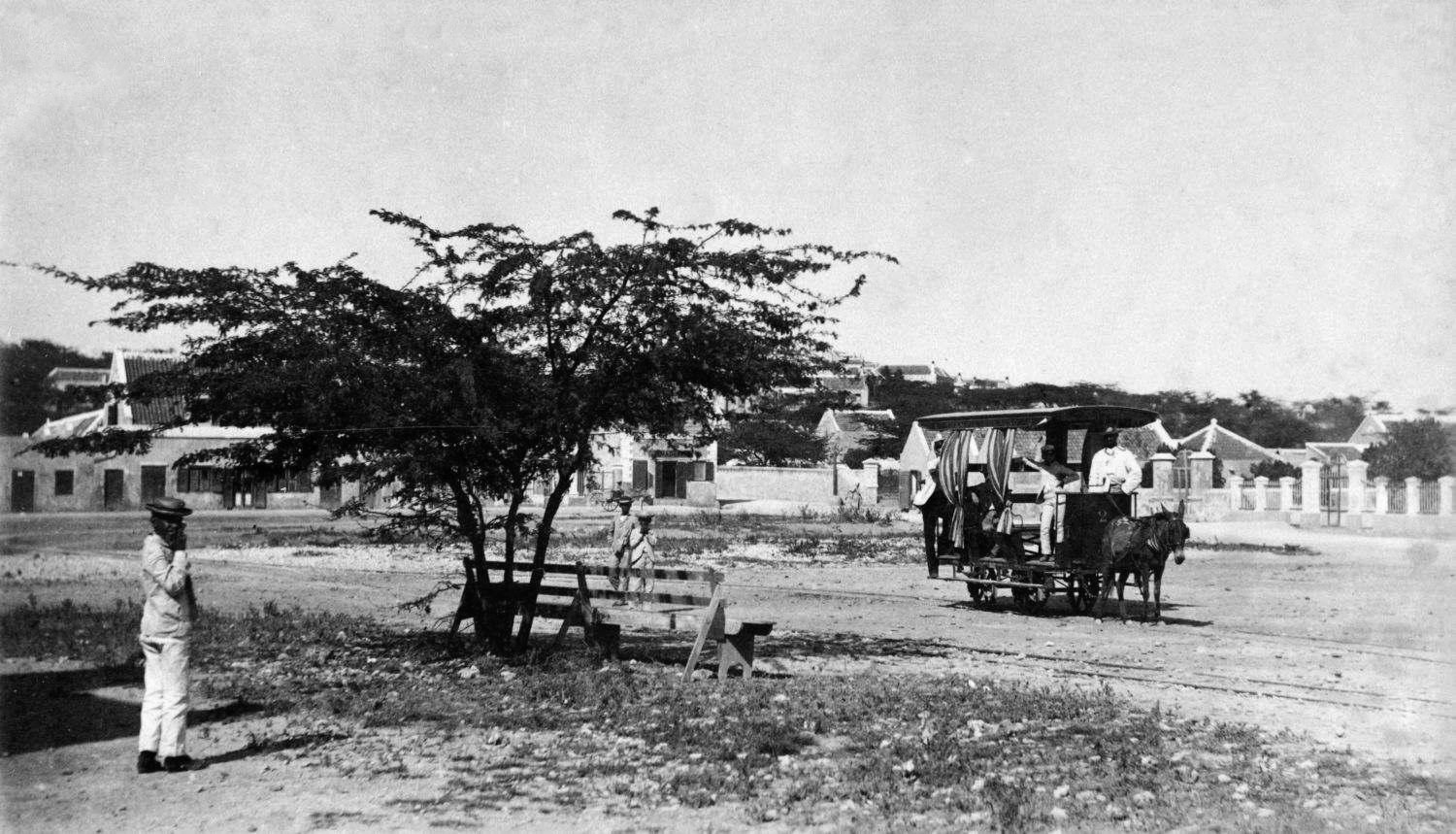
Muilezel voor de Curaçaose tram

Abessijnse ezel ·
Albanese ezel ·
Algerijn ·
Amerikaanse mini-ezel ·
Amiata ·
Anatolische ezel ·
Andalusische ezel ·
Ane Gascogne ·
Arcadische ezel ·
Argentato di Sologno ·
Asinara ·
Asino Sardo ·
Asno Balear ·
Asno de las Encartaciones ·
Balkan ezel ·
Barockesel ·
Bourbonnais ·
Bulgaarse ezel ·
Burro ·
Castel Morrone ·
Catalaanse ezel ·
Corsicaanse ezel ·
Cotentin ·
Cyprus ezel ·
Dwergezel ·
Ellinikon ·
Fariñeiro ·
Graciosa ·
Grand Noir du Berry ·
Grigio Siciliano ·
Herzegovijnse ezel ·
Huisezel ·
Ierse ezel ·
Indische wilde ezel ·
Istarski Magarac ·
Karakacan ·
Kiang ·
L'Âne de L'Ile de Ré ·
Majorera ezel ·
Mallorcaanse ezel ·
Maltese ezel ·
Mammoth Jackstock ·
Martina Franca ·
Merzifon ·
Mirandese ezel ·
Mongoolse wilde ezel ·
Muildier/muilezel ·
Mula ·
Normandische ezel ·
Nubische wilde ezel ·
Onager ·
Pantelleria ·
Parlagi Szamár ·
Pantesco ·
Pega ·
Poitou-ezel ·
Ponui ·
Primorsko Dinarski Magarac ·
Provençaalse ezel ·
Pyrenese ezel ·
Ragusa ·
Romagnolo ·
Sardijnse ezel ·
Sjeverno-Jadranski Magarac ·
Somalische wilde ezel ·
Spotted donkey ·
Standard donkey ·
Thüringer Waldesel ·
Verbeterde Hongaarse ezel ·
Viterbese ·
Waalse ezel ·
Wilde ezel ·
Zamorano-Leonés ·
Zweedse ezel